# Ferro em biologia

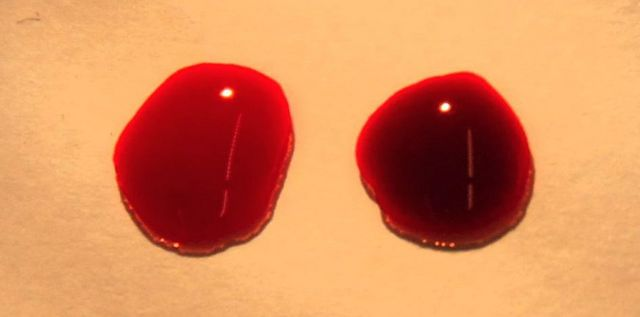
Ferro em hemoglobina é a fonte da coloração vermelha de vertebrado sangue.

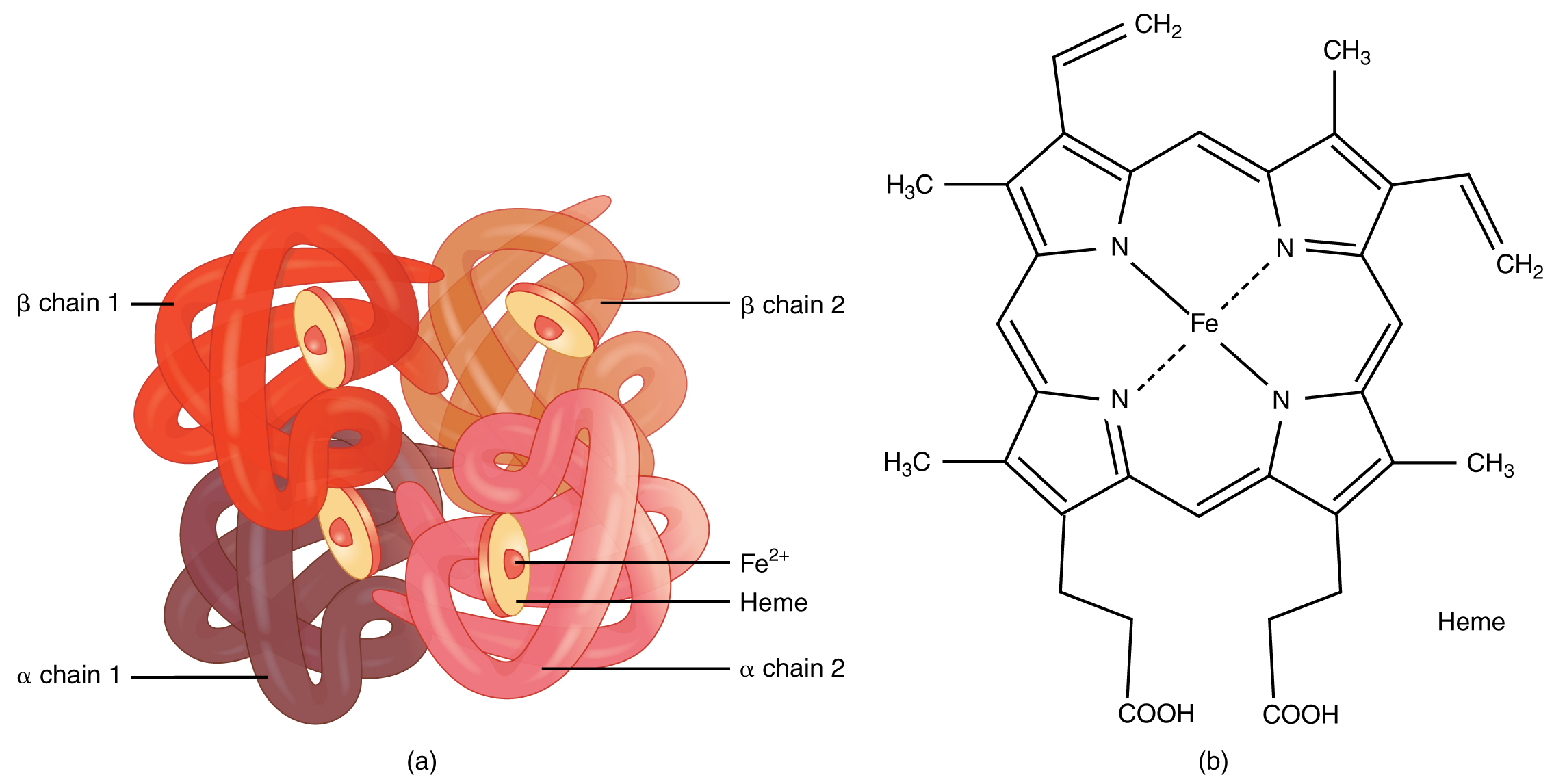
Diagrama da hemoglobina

O ferro é um importante elemento biológico. É usado tanto nas proteínas de ferro-enxofre ubíquas como nos vertebrados, usado na hemoglobina, que é essencial para o transporte de sangue e oxigénio.

## Sumário
O ferro é necessário para a vida. As agremiações de ferro-enxofre são generalizadas e incluem a nitrogenase, as enzimas responsáveis pela fixação biológica do nitrogénio. As proteínas que contêm ferro participam no transporte, armazenamento e uso de oxigénio. As proteínas de ferro estão envolvidas na transferência de eletrões. A ubiquidade do ferro na vida originou a teoria do mundo ferro-enxofre, que propõe que as primeiras formas de vida na Terra poderiam ter-se formado na superfície de minerais de sulfureto de ferro.

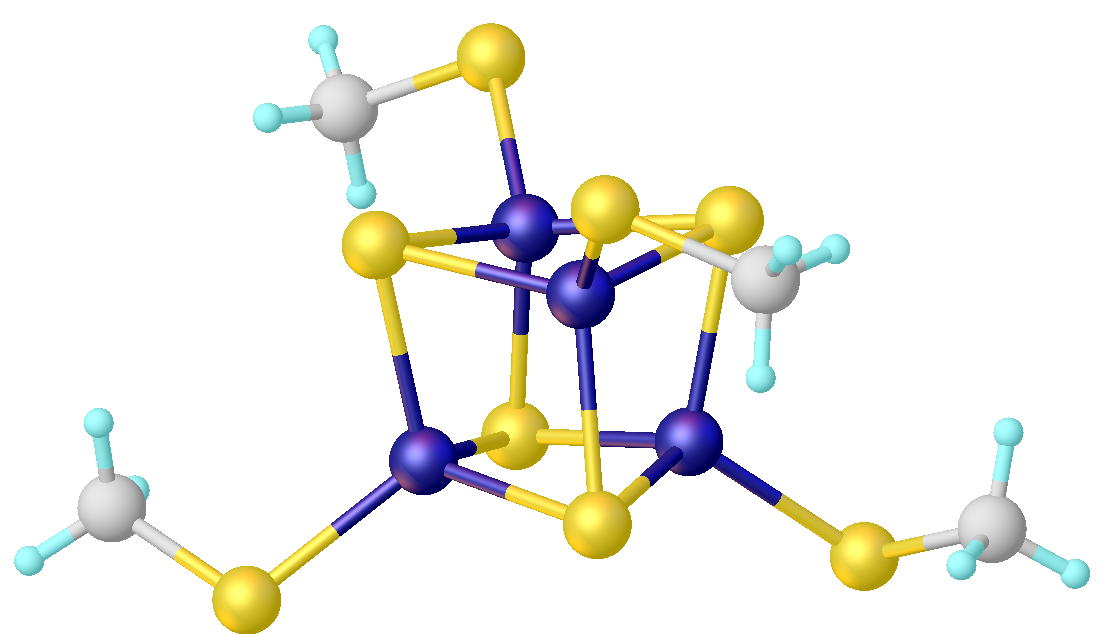
Centro de ferro-enxofre.

Estrutura de Heme b; na proteína, ligantes adicionais seriam ligados ao Fe.